# توماس موستر
 توماس موستر (انگلیسی: Thomas Muster؛ زاده ۲ اکتبر ۱۹۶۷) یک تنیس‌باز اهل اتریش است.